# Aquitaine seconde
Pour les articles homonymes, voir Aquitaine.
IIIe siècle – VIIe siècle
Entités précédentes :
- Gaule aquitaine

Entités suivantes :
- Duché d'Aquitaine

L'Aquitaine seconde (en latin Aquitania secunda) est une province de l'Empire romain d'Occident créée à la fin du IIIe siècle sous le règne de Dioclétien, par démembrement de la vaste province de Gaule aquitaine, instituée sous le règne d'Auguste.

## Réformes de Dioclétien et tétrarchie (295)
Dioclétien réorganise totalement l'empire romain, notamment en multipliant le nombre des provinces et en créant des échelons administratifs nouveaux, les diocèses et les préfectures du prétoire et divisant l'empire en deux parties (Orient et Occident) avec pour chacune un empereur Auguste et un César (tétrarchie).
La province d'Aquitaine, qui s'étend des Pyrénées à la Loire, est divisée en trois provinces nouvelles :
- l'Aquitaine première à l'est (chef-lieu : Bourges/Avaricum)
- l'Aquitaine seconde sur la façade atlantique entre la Gironde et la Loire (chef-lieu : Bordeaux/Burdigala)
- l'Aquitaine troisième ou Novempopulanie au sud de la Garonne (chef-lieu : Eauze/Elusa).

Ces trois provinces sont rattachées au diocèse de Vienne (dont le chef-lieu est Bordeaux) et à la préfecture du prétoire des Gaules (capitale : Trèves), qui inclut, outre les Trois Gaules et la Narbonnaise, la Bretagne et l'Hispanie.

## Liste des cités d'Aquitaine seconde
L'Aquitaine seconde inclut les territoires des peuples suivants de Gaule, constitués depuis la conquête de Jules César en cités (civitates) :
- Bituriges Vivisques (chef-lieu : Bordeaux),
- Pictons (Poitiers/Limonum), vaste cité qui devient par la suite le Poitou[2] (départements de la Vienne, des Deux-Sèvres et de la Vendée)
- Nitiobroges (Agen/Aginnum)
- Civitas Ecolismensium[réf. nécessaire] (Angoulême)
- Santons (Saintes/Mediolanum Santonum), future Saintonge (Charente-Maritime)
- Pétrocores (Périgueux/Vesunna), futur Périgord (Dordogne)

## Histoire
Bordeaux étant chef-lieu de province, les évêques de Bordeaux sont métropolitains des autres évêques d'Aquitaine seconde et portent le titre d'archevêques de Bordeaux.
Au début du Ve siècle, l’Aquitaine seconde  est occupée à partir de 412 par les Wisigoths, qui viennent de piller Rome en 410. En 418, un compromis est trouvé entre l'Empire romain d'Occident et les rois wisigoths, qui deviennent des fédérés de l'Empire dans le cadre du royaume wisigoth de Toulouse. Ce traité accorde aux Wisigoths le contrôle sur, entre autres, l'Aquitaine seconde.
Après la fin de l'Empire d'Occident (476), le royaume de Toulouse se prolonge jusqu'à ce que les Francs de Clovis, fédérés de la région de Tournai, les battent en 507 à Vouillé (près de Poitiers) et les obligent à se replier en Hispanie. L'Aquitaine seconde qui se prolonge sous la forme de l'archidiocèse de Bordeaux devient une partie du royaume franc des Mérovingiens puis des Carolingiens. 